# هرشینگ
هرشینگ (به آلمانی: Herrsching) یک شهر در آلمان است که در بایرن واقع شده‌است.

## خصوصیات
هرشینگ ۲۰٫۸۸ کیلومترمربع مساحت دارد ۵۶۸ متر بالاتر از سطح دریا واقع شده‌است.